# Hagnau am Bodensee
Hagnau am Bodensee là một thị xã thuộc huyện Bodenseekreis, bang Baden-Württemberg, Đức. Địa phương này nằm trên bờ phía bắc của Hồ Constance.